# Maria Sur
Maria Sur (ukrainska: Марія Сур), född 31 december 2004 i Zaporizjzja i Ukraina, är en ukrainsk sångerska. Sedan 2022 är hon bosatt i Sverige.
Hon tävlade i Melodifestivalen 2023 med sin låt "Never Give Up" och i Melodifestivalen 2024 med bidraget "When I'm Gone".

## Biografi
Sur kommer från staden Zaporizjzja i Ukraina. Sedan ung ålder har hon i Ukraina medverkat i bland annat flera talangtävlingar, däribland X-Factor som 14-åring 2018 och The Voice 2022. The Voice fick dock avbrytas på grund av Rysslands invasion av Ukraina 2022 och tillsammans med sin mamma flydde hon till Sverige. I Sverige fick Sur kontakt med artisten Sarah Dawn Finer. Samtalet ledde till att hon samma vår fick uppträda på den tv-sända galan Hela Sverige skramlar i Avicii arena med låten "Survivor" av Destiny's Child. Senare samma år kontrakterades Sur av skivbolaget Warner Music Sweden och släppte singeln That's The Way. Under sommaren medverkade hon på Lotta på Liseberg och i början av 2023 på Bingolotto i Sjuan. Under sommaren 2023 medverkade hon på turnén Diggiloo.

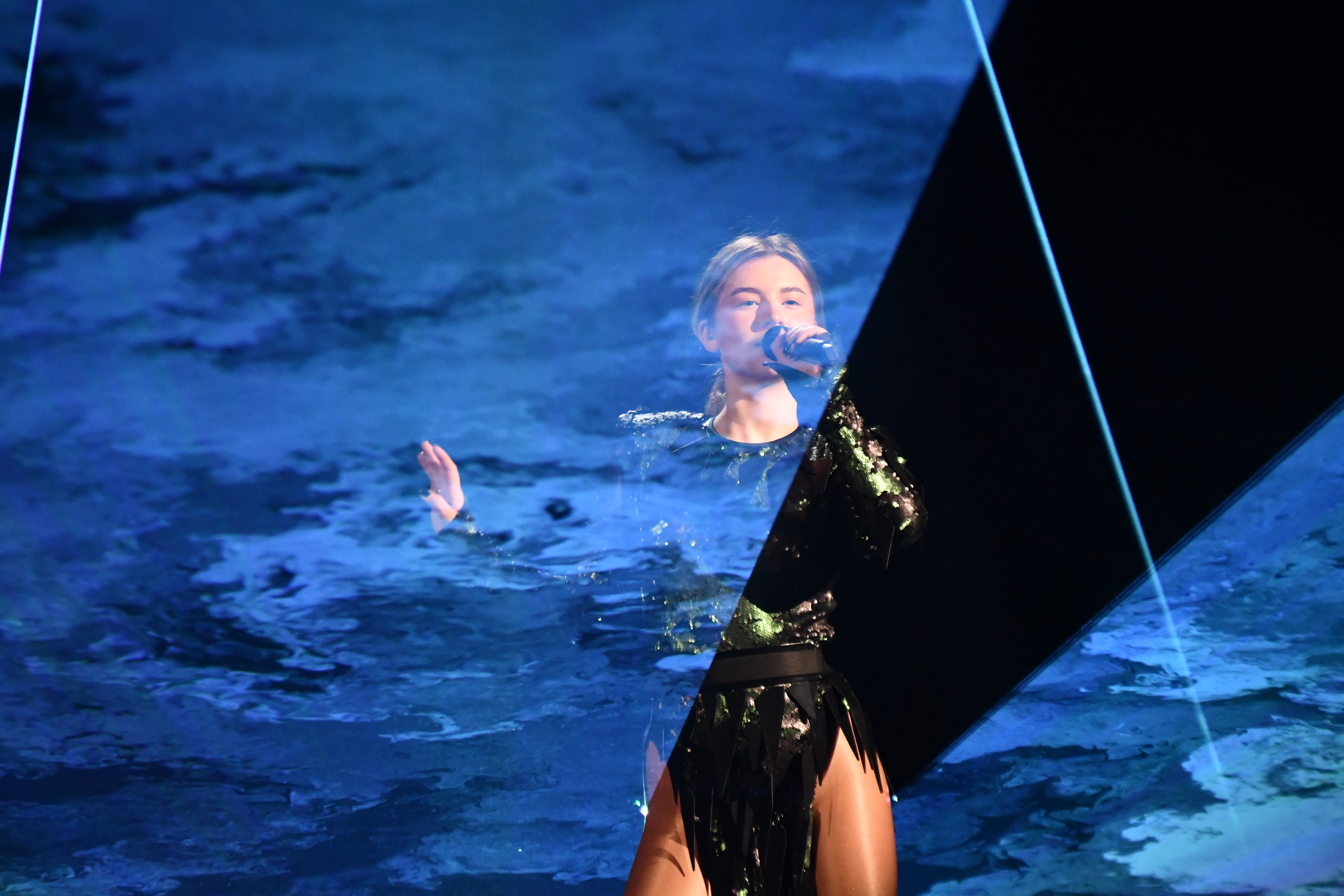
Sur framför "When I'm Gone" i Melodifestivalen 2024.

Hon studerar på distans vid University of Art i Kiev och på Lilla Akademien i Stockholm.

### Melodifestivalen
Sur medverkade i Melodifestivalen 2023 med låten "Never Give Up", som är skriven av Anderz Wrethov och Laurell Barker. Hon framförde den på Melodifestivalens andra deltävling i Linköping och gick vidare direkt till finalen där hon slutade på en niondeplats.
Sur medverkade även i Melodifestivalen 2024 med låten "When I'm Gone". Hon gick direkt till final i deltävling två som sändes den 10 februari 2024 från Göteborg.

## Diskografi

### Singlar
- 2021 – "Bad Boy" (Vauvision)
- 2021 – "Камуфляж" (Vauvision)
- 2022 – "That's The Way" (Warner Music Sweden)
- 2023 – "Never Give Up"
- 2023 – "Partner In Crime"
- 2023 – "Santa, Can't You Hear Me"
- 2023 – "No Christmas Tears"
- 2024 –  "When I'm gone"